# Tons Oriental
El Tons Oriental o Chhoti Sarju és un riu de l'est d'Uttar Pradesh entre el Gogra i el Gumti. Neix a la regió de Faizabad i corre paral·lel al Gogra; entra al districte d'Azamgarh i corre en direcció sud-est passant per la ciutat d'Azamgarh rebent al Chhoti Sarju una branca procedent del Gogra, prop de Mau. El riu unit rep el nom de Chhoti Sarju i corre al sud-est cap a Ballia i s'uneix al Ganges a 3 km de la ciutat de Ballia.
Fa uns anys causava grans inundacions quan les pluges eren excessives; les pitjors foren les inundacions de 1871, 1894 i 1903 que van afectar seriosament a Azamgarh. Actualment la situació ha millorat.